# فاطمة بوبكدي
فاطمة بوبكدي (مواليد 7 مايو 1970) مخرجة أفلام مغربية، من أبرز المخرجات في مجال السينما الأمازيغية. قامت بإخراج عدد مهم من الأفلام والمسلسلات التلفزيونية المغربية، حيث تميزت في الأعمال التي تجمع بين الخيال، والمغامرة، والمستوحاة من الحكايات الشعبية المغربية، الأمر الذي جعلها تلقب بسيدة الحكي والتراث.

## النشأة
وُلدت فاطمة بوبكدي في 7 مايو 1970 بمدينة الدار البيضاء. درست بالرباط وحصلت على دبلوم في الإخراج السينمائي من المعهد العالي للفن المسرحي والتنشيط الثقافي وكانت بدايتها في الإخراج من المسرح.

## مسيرتها المهنية
في البداية، عملت فاطمة بوبكدي جنبًا إلى جنب مع فريدة بورقية في عام 1995 كمساعدة مخرج. وبعد مرور عام، كتبت سيناريوهات مع المخرجين محمد إسماعيل، وحسن بنجلون، وعبد المجيد الرشيش. في عام 1999، أخرجت فيلمها التلفزيوني الأول «باب الأمل». وفي عام 2006، فازت بثلاث جوائز في الدورة الثانية للمهرجان الوطني للسينما الأمازيغية عن حمو أونامير (الجائزة الكبرى، أفضل إخراج) وإموران (أفضل سيناريو). في عام 2021، أصدرت بوبكدي فيلمها السينمائي الطويل الأول «أناطو».
المخرجة التي تتحدث العربية والأمازيغية، شغوفة جدًا بالثقافة الأمازيغية، حيث أن اللغة الأمازيغية هي اللغة الأساسية في العديد من أعمالها، بالإضافة إلى الفولكلور والتاريخ المغربي، وكلاهما موضوعان متكرران في أفلامها.

## أعمالها
تدور أحداث أغلب أفلامها ومسلسلاتها في حقب زمنية قديمة في المغرب، وتقتبس أحداثها من الحكايات الشعبية المغربية التراثية، وتتضمن قائمة أعمالها الأسماء التالية:

### أفلام
- 1999: باب الأمل
- 2003: الدويبة
- 2005: سوق النساء
- 2006: حمو أونامير
- 2011: شمس القنديل
- 2022: أناطو

### مسلسلات
- 2002: الكمين
- 2003: أمود
- 2005: رمانة وبرطال
- 2009: حديدان
- 2013: حديدان 2
- 2014: زهر ومرشة
- 2019:  بنت باب الله
- 2019: المدني

## روابط خارجية
- فاطمة بوبكدي على موقع قاعدة بيانات الأفلام العربية